# Avia BH-33
El Avia BH-33 fue un avión de caza biplano construido en Checoslovaquia en 1927. Estaba basado en el BH-21J, aunque equipado con un motor radial Bristol Jupiter fabricado bajo licencia.[cita requerida]

## Diseño y desarrollo
El avión surgió como un intento para conseguir una versión mejorada del Avia BH-21, equipada con un motor Jupiter más potente. Las primeras pruebas del primer prototipo fueron decepcionantes, mostrando un rendimiento marginalmente mejor que el BH-21, incluso cuando fue equipado con una versión más potente del motor Bristol Jupiter fabricado bajo licencia Walter Jupiter IV. Siguieron otros dos prototipos, ambos designados BH-33-1, cada uno con una variante del Júpiter cada vez más potente, uno estaba propulsado por el Júpiter VI y el otro con un Júpiter VII. Las prestaciones del último ejemplar fue finalmente considerado aceptable para el Ministerio de Defensa de Checoslovaquia para ordenar una pequeña producción de solo cinco aviones.
Tres ejemplares fueron vendidos a Bélgica, donde se hicieron planes para empezar su producción bajo licencia, aunque al final no se llevara a cabo; sin embargo, en Polonia sí se llevó a cabo la producción bajo licencia, país al que se vendió  una licencia para la fabricación de 50 aparatos y dos ejemplares como modelo de producción. Estos, construidos entre 1929 - 1930 por la Podlaska Wytwórnia Samolotów (PWS) fueron denominados PWS-A y entraron en servicio con la Fuerza Aérea Polaca en 1930.
El desarrollo continuó con un rediseño casi total del fuselaje, la sustitución de la estructura de madera con una de sección transversal ovalada construida a partir de tubos de acero soldados. Propulsado por un motor Walter Jupiter VI hizo su primer vuelo en mayo de 1929 siendo designado como BH-33E; esta nueva versión tuvo una tibia acogida por parte de las Fuerzas armadas checoslovacas; no obstante; en el mismo año, se exhibió el BH-33E en París, donde el capitán y piloto acrobático František Malkovský  apodado el "Rey del Aire" debido a sus habilidades de pilotaje, realizó una demostración con un complejo repertorio de figuras acrobáticas. El Ministerio de Defensa de Checoslovaquia adquirió dos BH-33E para el equipo nacional de acrobacia, que participó en la competencia de la Pequeña Entente , celebrada en Polonia. Avia también consiguió vender veinte aparatos BH-33E-SHS a la Real Fuerza Aérea Yugoslava y la licencia para la posterior fabricación de otros veinticuatro. Además, dos o tres ejemplares (según fuente), fueron comprados por la Rusia soviética para su evaluación.
A finales de 1929 se desarrolló una nueva versión, denominada BH-33L, equipada con alas de mayor longitud y un motor en W Škoda L12. Esta versión finalmente trajo a la empresa las ventas que había estado esperando, con un pedido de 80 aparatos para la Fuerza Aérea Checoslovaca. Estos se convirtieron en el modelo estándar para algunos regimientos aéreos hasta poco antes del estallido de la Segunda Guerra Mundial.

## Historial operacional
Se tiene constancia de que un BH-33E procedente de Bélgica fue enviado a España al comienzo de la Guerra civil española, llegando al aeropuerto del Prat en Barcelona en agosto de 1936. Sin embargo, no existe información de que llegara a combatir durante la contienda.
Los BH-33 checoslovacos nunca llegaron a entrar en combate, y los ejemplares polacos habían sido sustituidos en el momento que se produjo la invasión alemana en 1939. Dos aparatos yugoslavos, sin embargo, llegaron a entrar en combate contra los Messerschmitt Bf 109 de la Luftwaffe en abril de 1941, pero ambos fueron derribados por cazas alemanes. La Fuerza Aérea del Estado Independiente de Croacia recibió de sus aliados alemanes siete ejemplares ex yugoslavos que fueron utilizados como entrenadores de caza, tareas anti partisanos y reconocimiento.

## Variantes
BH-33.1
El primer prototipo equipado con el motor Walter Jupiter IV ; primer vuelo el 21 de octubre de 1927
BH-33.2
Prototipo y una preserie de cuatro aviones, equipados con el motor Walter Jupiter VI, (Bristol Jupiter fabricado bajo licencia por la fábrica de motores Walter)
BH-33.3
Versión construida en tres copias para su evaluación por las fuerzas aéreas belgas
BH-33E-SHS
Nueva versión con fuselaje metálico para (Yugoslavia); una serie de 20 unidades con el motor radial Bristol Jupiter VI de 520 hp (390 kW); 2 ametralladoras vz.28 (Vickers construidas con licencia) cal.7,92 mm
BH-33E-SHS
Variante yugoslava producida bajo licencia de 24 aviones construidos en la fábrica Ikarus en Zemun en el período comprendido entre enero de 1934 a marzo de 1937. Estaban propulsados por motores IAM K9Ad (versión con licencia yugoslava de Júpiter VI); cinco aviones fueron suministrados a las fuerzas aéreas griegas en 1935.
BH-33L
Versión estándar de la aviación checoslovaca con alas de mayor envergadura y el motor en W de 12 cilindros Škoda L12 (Hispano-Suiza 12Gb fabricado bajo licencia)
BH-33N
Prototipo equipado con el motor BMW Hornet (versión alemana del Pratt & Whitney R-1690 Hornet de 525 hp (391 kW)
PWS-A
BH-33, fabricado con licencia en Polonia por la firma Podlaska Wytwórnia Samolotów - PWS; 50 ejemplares construidos

## Usuarios
Bélgica
- Fuerza Aérea Belga

 Checoslovaquia
- Fuerza Aérea Checoslovaca

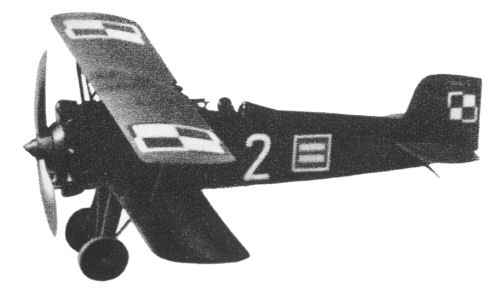
PWS-A (BH-33) polaco, hacia 1937

 Estado Independiente de Croacia
- Fuerza Aérea del Estado Independiente de Croacia

 Estado Eslovaco
- Fuerza Aérea Eslovaca

 Grecia
- Fuerza Aérea Helénica

 Polonia
- Fuerza Aérea Polaca

 Unión Soviética
- Fuerza Aérea Soviética

 Reino de Yugoslavia
- Real Fuerza Aérea Yugoslava

## Especificaciones técnicas (Avia BH-33L)

### Características generales
- Tripulación: 1
- Longitud: 7,22 m
- Envergadura: 8,90 m
- Altura: 3,13 m
- Superficie alar: 25,5 m²
- Peso vacío: 1117 kg
- Peso máximo al despegue: 1560 kg
- Planta motriz: 1× lineal 12 cilindros en W Škoda L12.
  - Potencia: 433 kW (580 HP; 588 CV)

### Rendimiento
- Velocidad nunca excedida (Vne): 315 km/h
- Velocidad crucero (Vc): 298 km/h
- Alcance: 280 km (151 nmi; 174 mi)
- Radio de acción: km
- Alcance en combate: km
- Alcance en ferry: km
- Techo de vuelo: 8000 m

### Armamento
- Ametralladoras: 2× vz.28 cal. 7,92 mm
- Bombas: 600 kg